# Lijst van nummer 1-albums in de Album Top 40 in 2013
Onderstaande albums stonden in 2013 op nummer 1 in de Media Markt Album Top 40. De lijst wordt samengesteld door de Stichting Nederlandse Top 40.
| Nummer | Datum        | Artiest              | Titel                                      | Opmerking     |
| ------ | ------------ | -------------------- | ------------------------------------------ | ------------- |
| 363    | 5 januari    | Diverse artiesten    | Hitzone best of 2012                       | Verzamelalbum |
| 365    | 12 januari   | Sandra van Nieuwland | And more                                   |               |
|        | 19 januari   | Sandra van Nieuwland | And more                                   |               |
|        | 26 januari   | Sandra van Nieuwland | And more                                   |               |
|        | 2 februari   | Sandra van Nieuwland | And more                                   |               |
| 366    | 9 februari   | Diverse artiesten    | Hitzone 64                                 | Verzamelalbum |
|        | 16 februari  | Diverse artiesten    | Hitzone 64                                 | Verzamelalbum |
|        | 23 februari  | Diverse artiesten    | Hitzone 64                                 | Verzamelalbum |
|        | 2 maart      | Diverse artiesten    | Hitzone 64                                 | Verzamelalbum |
|        | 9 maart      | Diverse artiesten    | Hitzone 64                                 | Verzamelalbum |
|        | 16 maart     | Diverse artiesten    | Hitzone 64                                 | Verzamelalbum |
| 367    | 23 maart     | David Bowie          | The next day                               |               |
| 368    | 30 maart     | Diverse artiesten    | 538 Dance Smash 2013-01                    | Verzamelalbum |
| 369    | 6 april      | Racoon               | The singles collection                     |               |
| 367    | 13 april     | Diverse artiesten    | Hitzone 64                                 | Verzamelalbum |
| 370    | 20 april     | Diverse artiesten    | Hitzone 65                                 | Verzamelalbum |
|        | 27 april     | Diverse artiesten    | Hitzone 65                                 | Verzamelalbum |
|        | 4 mei        | Diverse artiesten    | Hitzone 65                                 | Verzamelalbum |
|        | 11 mei       | Diverse artiesten    | Hitzone 65                                 | Verzamelalbum |
| 371    | 18 mei       | Caro Emerald         | The shocking miss Emerald                  |               |
| 372    | 25 mei       | Anouk                | Sad singalong songs                        |               |
|        | 1 juni       | Anouk                | Sad singalong songs                        |               |
|        | 8 juni       | Anouk                | Sad singalong songs                        |               |
|        | 15 juni      | Anouk                | Sad singalong songs                        |               |
|        | 22 juni      | Anouk                | Sad singalong songs                        |               |
| 370    | 29 juni      | Diverse artiesten    | Hitzone 65                                 | Verzamelalbum |
|        | 6 juli       | Diverse artiesten    | Hitzone 65                                 | Verzamelalbum |
| 373    | 13 juli      | Diverse artiesten    | Hitzone 66                                 | Verzamelalbum |
|        | 20 juli      | Diverse artiesten    | Hitzone 66                                 | Verzamelalbum |
|        | 27 juli      | Diverse artiesten    | Hitzone 66                                 | Verzamelalbum |
|        | 3 augustus   | Diverse artiesten    | Hitzone 66                                 | Verzamelalbum |
|        | 10 augustus  | Diverse artiesten    | Hitzone 66                                 | Verzamelalbum |
|        | 17 augustus  | Diverse artiesten    | Hitzone 66                                 | Verzamelalbum |
|        | 24 augustus  | Diverse artiesten    | Hitzone 66                                 | Verzamelalbum |
| 374    | 31 augustus  | Diverse artiesten    | 538 Dance Smash 2013-03                    | Verzamelalbum |
| 373    | 7 september  | Diverse artiesten    | Hitzone 66                                 | Verzamelalbum |
|        | 14 september | Diverse artiesten    | Hitzone 66                                 | Verzamelalbum |
| 375    | 21 september | Diverse artiesten    | Hitzone 67                                 | Verzamelalbum |
|        | 28 september | Diverse artiesten    | Hitzone 67                                 | Verzamelalbum |
|        | 5 oktober    | Diverse artiesten    | Hitzone 67                                 | Verzamelalbum |
|        | 12 oktober   | Diverse artiesten    | Hitzone 67                                 | Verzamelalbum |
|        | 19 oktober   | Diverse artiesten    | Hitzone 67                                 | Verzamelalbum |
|        | 26 oktober   | Diverse artiesten    | Hitzone 67                                 | Verzamelalbum |
| 376    | 2 november   | Ilse DeLange         | After the hurricane - Greatest hits & more |               |
| 377    | 9 november   | Jan Smit             | Unplugged - De Rockfield sessies           |               |
| 376    | 16 november  | Ilse DeLange         | After the hurricane - Greatest hits & more |               |
|        | 23 november  | Ilse DeLange         | After the hurricane - Greatest hits & more |               |
| 378    | 30 november  | Marco Borsato        | Duizend spiegels                           |               |
|        | 7 december   | Marco Borsato        | Duizend spiegels                           |               |
|        | 14 december  | Marco Borsato        | Duizend spiegels                           |               |
|        | 21 december  | Marco Borsato        | Duizend spiegels                           |               |
|        | 28 december  | Marco Borsato        | Duizend spiegels                           |               |